# 8-オキソコホルマイシンレダクターゼ
8-オキソコホルマイシンレダクターゼ（8-oxocoformycin reductase）は、次の化学反応を触媒する酸化還元酵素である。
反応式の通り、この酵素の基質はコホルマイシンとNADP+、生成物は8-オキソコホルマイシンとNADPHとH+である。
組織名はcoformycin:NADP+ 8-oxidoreductaseで、別名に8-ketodeoxycoformycin reductaseがある。